# Cimitero centrale di Friedrichsfelde
Il Zentralfriedhof Friedrichsfelde ("cimitero centrale di Friedrichsfelde") è un cimitero di Berlino.

## Storia e descrizione
Pur trovandosi nel quartiere di Lichtenberg, prende il nome dal limitrofo quartiere di Friedrichsfelde.
Ospita il Gedenkstätte der Sozialisten ("Memoriale dei Socialisti"), un monumento realizzato nel 1951 che ricorda i maggiori esponenti del movimento socialista, socialdemocratico e comunista tedesco. Molti, come Karl Liebknecht, Rosa Luxemburg e Ernst Thälmann (solo memoriale) sono sepolti qui.
Anche molte alte personalità della DDR - Repubblica Democratica Tedesca, come Walter Ulbricht e Wilhelm Pieck, sono state sepolte qui.
Un memoriale della rivoluzione spartachista fu eretto nel 1926 dall'architetto Ludwig Mies van der Rohe, poi distrutto dai nazisti nel 1933.